# Barbara Brennan
Barbara Ann Brennan (ur. 19 lutego 1939) – amerykańska bioterapeutka, uzdrowicielka duchowa i autorka książek. W 2011 r. znalazła się na liście „stu najbardziej wpływowych osób na świecie w dziedzinie duchowości” ogłaszanej przez Watkins Review.
Jej książki zostały przetłumaczone na wiele języków.

## Szkoła uzdrawiania Barbary Brennan (Barbara Brennan School of Healing)
W roku 1982 Barbara Brennan zakończyła praktykę prywatną w Nowym Jorku i założyła Szkołę uzdrawiania Barbary Brennan (Barbara Brennan School of Healing), której celem jest szkolenie profesjonalnych uzdrawiaczy. Szkoła ta obecnie mieści się na Florydzie i posiada licencję stanu Floryda. W roku 2003 B. Brennan otworzyła europejski oddział swojej szkoły – „Barbara Brennan School of Healing Europe”, pierwotnie w Mondsee w Austrii, który w 2006 r. przeniosła do Bad Neuenahr w pobliżu Bonn w Niemczech, a w 2008 r. z powrotem do Austrii, do miasteczka Bad Ischl. W roku 2007 otworzyła nowy oddział swojej szkoły w Japonii w Tokio.
Szkoła uzdrawiania Barbary Brennan nie posiada akredytacji.

## Publikacje książkowe
- Hands of Light: A Guide to Healing through the Human Energy Field, Bantam, 1987. ISBN 978-0-553-34539-1.

polskie wydanie Dłonie pełne światła, Amber
- Light Emerging: The Journey of Personal Healing, Bantam, 1993. ISBN 0-553-35456-6.

polskie wydanie Światło życia, Amber, 1996. ISBN 83-7169-140-8.